# Dennyus
Dennyus är ett släkte av insekter som beskrevs av Neumann 1906. Dennyus ingår i familjen spolätare.
Släktet innehåller bara arten Dennyus hirundinis.